# Ezoteryka
Ten artykuł opisuje teorie, metody lub czynności niezgodne ze współczesną wiedzą naukową.

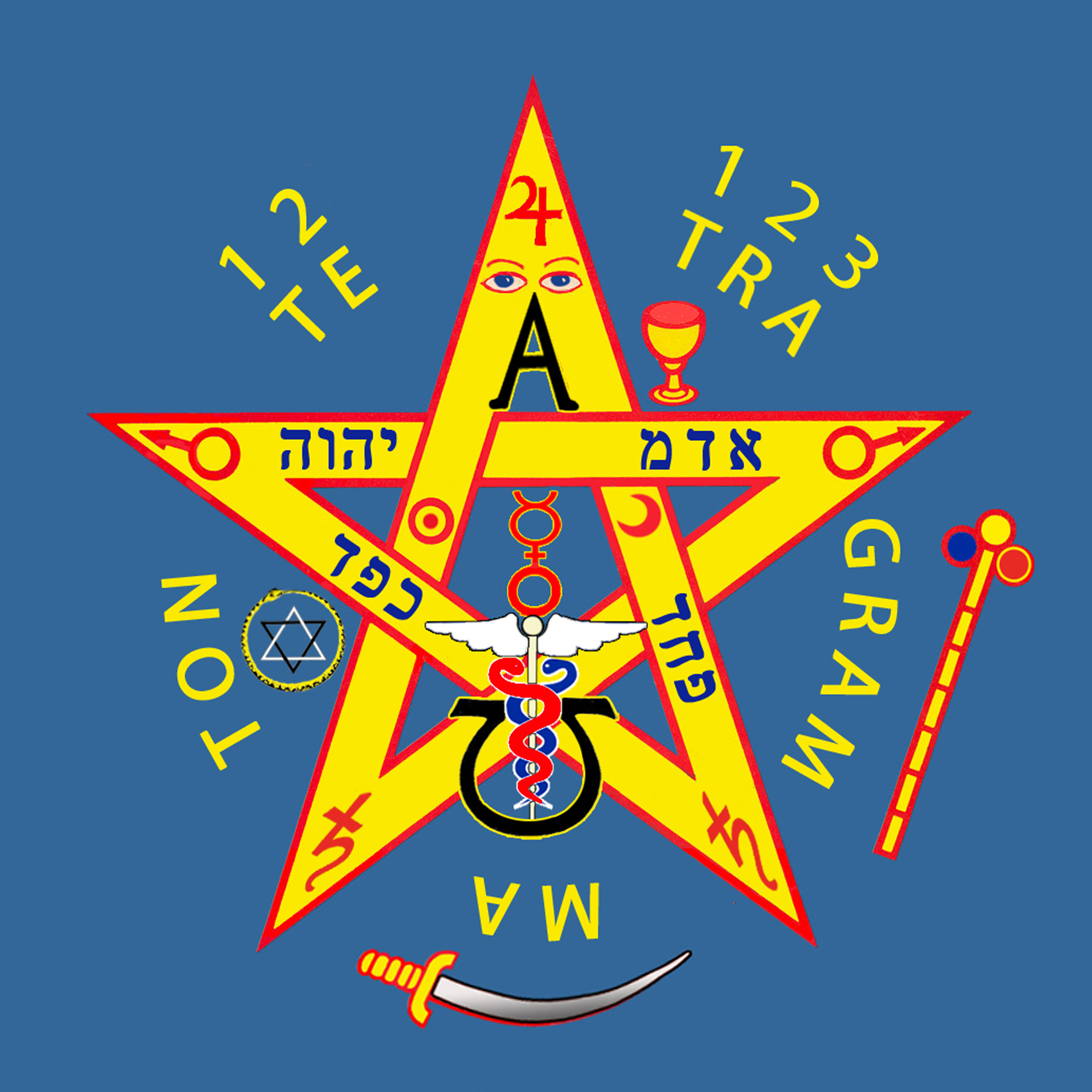
Pentakl — jeden z symboli ezoterycznych

Ezoteryzm, ezoteryka – cecha wierzeń zwanych wiedzą tajemną, hermetyczną lub ezoteryczną i przekazywaną jedynie wybranym osobom w przeciwieństwie do dostępnej dla ogółu wiedzy egzoterycznej; w religioznawstwie tendencja do utajniania części wierzeń danej doktryny lub kultu religijnego przed ogółem; w filozofii teorie starożytnych i średniowiecznych szkół filozoficznych, które ówcześnie były przekazywane jedynie wybranym uczniom.
Wiele z kwestii przedstawianych współcześnie jako nowe w ezoteryce (np. z zakresu parapsychologii), w rzeczywistości od wieków znane były filozofii, rozważa się więc zaryzykowanie większego otwarcia tej dziedziny na ezoterykę, by przypomnieć, że rzekomo nowe „odkrycia” ezoteryki znajdują swoje odpowiedniki już w ideach starożytnych filozofów.
Wokół pojęć „ezoteryzm” i „ezoteryka” narosło współcześnie wiele nieporozumień i bywa, że stosowane są do nazwania rzeczy lub zjawisk nieznanych, niezbadanych, niezrozumiałych.

## Etymologia

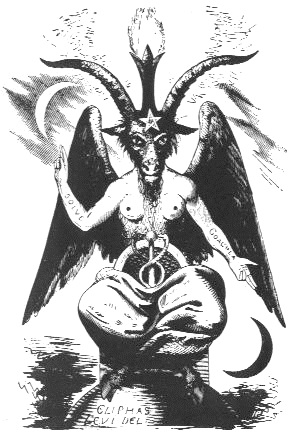
Ilustracja autorstwa Eliphasa Levi umieszczona na okładce książki "Wysoka magia" (1854)

Ezoteryka to słowo i idea powstałe w XIX wieku, a po raz pierwszy użyte jako l’ésotérisme w pracy Histoire critique du gnosticisme et de ses influences w roku 1828 (Jacques Matter (1791–1864). Tuż po tym Eliphas Levi (1810–1875) rozpowszechnił użycie słów „ezoteryka” oraz „okultyzm”. Terminy te stały się modne głównie jednak za sprawą Heleny Pietrownej Bławatskiej (1831–1891) i innych członków Towarzystwa Teozoficznego, którzy używali ich w ostatniej ćwiartce XIX wieku i na początku XX. Ezoteryka odnosi się do rzeczy tajemnych, zwłaszcza takich, które są lub były trzymane w tajemnicy w obawie przed prześladowaniami i niezrozumieniem przez innych, a także w celu niedopuszczenia do ich złego użycia przez osoby niepowołane.
Określenie ezoteryczny pojawiło się w starożytnej Grecji w okresie panowania cesarstwa rzymskiego. Pochodzi od greckiego słowa esôterikos, od esôtero (esô: „wewnątrz”). Słowo to oznacza wszystko, co jest „wewnętrzne”. Przeciwieństwem dla ezoteryczny jest określenie egzoteryczny, od greckiego eksôterikos, od eksôtero (eksô: „na zewnątrz”).
Platon (427-347 p.n.e.) w swoim dialogu Alcybiades (ok. 390 p.n.e.) używa wyrażenia ta esô oznaczającego „rzeczy wewnętrzne”, zaś w dialogu Teajtet (ok. 360 p.n.e.) używa ta eksô co oznacza «rzeczy zewnętrzne». Prawdopodobnie pierwsze wystąpienie przymiotnika esôterikos odnaleźć można w pracy Lucjana z Samosaty (ok. AD 120-180) pod tytułem „The Auction of Lives”, § 26 (nazywaną także „The Auction of the Philosophical Schools”), która napisana była ok. roku 166.
Pojęcie ezoteryzm pokrywa się głównie z okultyzmem oznaczającym „wiedzę ukrytą”. Jednakże w XX wieku wielu ezoterystów unikało nazywania siebie okultystami z powodu negatywnego zabarwienia jakie słowu temu przypisywano ze względu na przypuszczenia, że okultyzm wiąże się magią lub oddawaniem czci diabłu. Z tego samego powodu wielu chrześcijańskich adwersarzy stosuje względem ezoteryzmu właśnie określenie „okultyzm”.
Dużo wspólnego ma ezoteryzm z mistycyzmem, jednak wiele tradycji mistycznych nie próbuje wprowadzać dodatkowej wiedzy duchowej, koncentrując się raczej na skupieniu uwagi, osoby wierzącej czy modlącej się, na obiekcie kultu.
Również New Age ma wiele wspólnego z wieloma tradycjami ezoterycznymi. Wielu ezoteryków odrzuca jednak przypinane im często na siłę określenie „New Age”, zwykle ze względu na to, iż odrzucają oni wiele elementów tej filozofii i nie chcą być z nią kojarzeni.

## Zakres
Wiele ruchów religijnych na całym świecie twierdzi, iż posiada wyższą, bardziej prawdziwą i lepszą interpretację szerszej religii, której oni są częścią. To, czy mają rację, jest zwykle sprawą dyskusyjną i kontrowersyjną.
Ezoteryzm zwykle koncentruje się na osobistym oświeceniu i wewnętrznych praktykach duchowych, zaś religie zorganizowane czy egzoteryzm skupia się na wspólnych praktykach i rytuałach, a także na prawach które rządzą społecznością. Pomimo tego także ezoteryzm zawiera tradycje, instytucje i inne publiczne aspekty.
W większości znanych religii rozróżnić można sfery egzoteryczne (zewnętrzne) i ezoteryczne (wewnętrzne). Sfera egzoteryczna - to struktury instytucjonalne, pisma kanoniczne, utrwalone dogmaty i rytuały itp. Mają one wpływ na całą społeczność wiernych. Sferę ezoteryczną tworzy niewielka stosunkowo grupa (lub więcej grup) osób głębiej i bardziej intensywnie zaangażowanych w życie duchowe. Ludzie ci poszukują nauk i metod prowadzących do głębokich przemian wewnętrznych (a przynajmniej do niezwykłych doświadczeń). Często relacje pomiędzy społecznością egzoteryczną a grupą (lub grupami) ezoterycznymi są napięte, gdyż (ezoteryczny) mistycyzm może łatwo zostać uznany za herezję, zagrażającą (egzoterycznej) ortodoksji.
Przykłady ruchów ezoterycznych w wielkich religiach:
- gnostycyzm w chrześcijaństwie
- sufizm w islamie
- tantryzm w hinduizmie

## Szkoły ezoteryczne
Nie da się w jednym zdaniu określić, czego nauczają wszystkie grupy czy szkoły ezoteryczne, ponieważ jest ich zbyt dużo, a ich poglądy często nawet sprzeczne. Niektóre z nich przedstawiono poniżej.
Gnostycyzm naucza, iż ten świat nie jest naszym prawdziwym domem - że gdy przejrzymy przez iluzję i zrozumiemy naszą prawdziwą naturę, będziemy mogli stąd uciec i powrócić do świata duchowego.
Hermetyzm, włączając w to także astrologię, opiera się na założeniu, że dusza i kosmos są w jakiś tajemniczy sposób ze sobą powiązane według zasady „jak na górze, tak i na dole”.
Masoneria i niektóre formy alchemii używają symbolicznych sposobów, by pomóc praktykantom w ich dążeniu do stania się lepszymi, czego celem jest pogłębianie swoich zalet i zbliżanie się ku boskości.
Teozofia i jej odłamy nauczają, iż istnieją „ukryci mistrzowie”, którzy kierują rozwojem duchowym ludzkości. Jeśli chcemy, możemy aktywnie wspomagać ich w tej pracy.
Spirytualizm kładzie nacisk na bezpośrednie doświadczenia życia pozagrobowego poprzez kontakty z duchami.
Czwarta droga to pogląd, że ludzie normalnie funkcjonują jak automaty, które jednak mogą się przebudzić dzięki specjalnym praktykom, które wytrząsają nas z normalnych, otumaniających umysł nawyków.
Psychologia Junga szuka sposobów na zintegrowanie różnych dualności i przeciwności w psyche pacjenta poprzez użycie mitów, snów i wizji.
Najważniejszą jednak częścią ezoteryzmu, pomijając te wspomniane powyżej, jest chęć odkrywania nieznanego, która sprawiała, iż wielu ludzi poprzez wieki szukało odpowiedzi na dręczące ich pytania.

## Tradycje
Wiele grup i szkół naucza tradycji i filozofii ezoterycznych, oto niektóre przykłady:
- alchemia
- astrologia
- chrześcijański anarchizm
- Georgij Gurdżijew
- hermetyzm
- joga
- kabała
- Ordo Templi Orientis (OTO)
- rastafarianizm
- różokrzyż
- thelema
- teozofia
- wolnomularstwo (masoneria)

## Ezoteryzm w kulturze popularnej
Seria powieści Harry Potter autorstwa J.K. Rowling zawiera wiele odnośników do tradycji ezoterycznej, jak np. „kamień filozoficzny” z pierwszej książki z serii.
Nowela Paulo Coelho Alchemik zawiera duchową interpretację alchemii (nie została ona jednak wymyślona, a jedynie opisana przez Coelho).
Umberto Eco pisze książki z wątkami ezoterycznymi, zwłaszcza satyryczną Wahadło Foucaulta.
W powieści Dana Browna Kod Leonarda da Vinci występuje starożytne, tajne stowarzyszenie „Zakon Syjonu” (Priory of Sion), którego celem jest przechowywanie sekretów dotyczących Jezusa Chrystusa i dynastii Merowingów.